# Ute Berling
Ute Berling (* 1957) ist eine deutsche Schlagersängerin.

## Leben und Wirken
Die aus Heidelberg stammende Sängerin trat unter einem Pseudonym auf und interpretierte deutsche Schlager sowie deutschsprachige Coverversionen ausländischer Hits. Berling trat 1978 in der ARD-Fernsehsendung Musikladen und 1980 in der ZDF-Fernsehsendung disco sowie 1980 und 1981 in der ZDF-Hitparade auf. Mit der deutschen Coverversion des Liedes Bette Davis Eyes, Als ob sie Bette Davis wär’, konnte sie sich 1981 für eine Woche auf Rang 71 der deutschen Charts platzieren.

## Singles
- 1976: Einmal mußt du dich entscheiden / Leben, das heißt lieben – M Records
- 1977: Kasimir, der Elternschreck / Samstagabend in der Großstadt – M Records
- 1978: My Baby Blue (deutschsprachige Coverversion von My Baby Blue von Michel Costa)[4] / Ich will frei sein, ich will leben – M Music
- 1979: Spiel’ dich nicht auf / Wenn du die Tür schließt – M Music
- 1979: Okay, wir haben Spaß gehabt / Denn sie will nicht, daß du gehst – M Music
- 1980: Amerika (deutschsprachige Coverversion von America von Gianna Nannini)[4] / Spiel dich nicht auf – M Music
- 1981: Als ob sie Bette Davis wär (deutschsprachige Coverversion von Bette Davis Eyes) / Der Himmel macht zu – M Music
- 1982: Lady Rock’n’Roll / Kalter Morgen – M Music
- 1983: Kinder im All / Computerspiele – Mercury
- 1986: Alles, was ich will, bist du (deutschsprachige Coverversion von Saving All My Love for You von Marilyn McCoo und Billy Davis Jr.)[4] / Himmel und Hölle – Coconut
- 1986: Ich will mit dir geh’n (deutschsprachige Coverversion von Take My Breath Away von Berlin)[4] / Herz an Herz – Coconut
- 1995: Lass uns noch einmal Kinder sein (als Teil von Stars für Wolke 7)